# 463 Lola
463 Lola è un asteroide della fascia principale del sistema solare del diametro medio di circa 19,97 km. Scoperto nel 1900, presenta un'orbita caratterizzata da un semiasse maggiore pari a 2,3993104 UA e da un'eccentricità di 0,2205293, inclinata di 13,55181° rispetto all'eclittica.
Il suo nome è dedicato all'omonimo personaggio della Cavalleria rusticana di Pietro Mascagni.